# Seattle Bowl
Seattle Bowl (Tazón de Seattle en español) fue un evento de fútbol americano universitario de los Estados Unidos (NCAA) que se disputó en el 2001 y 2002. En este evento de fútbol se enfrentaron la Atlantic Coast Conference y la Pacific-12 Conference. Se realizó en Seattle, Washington. Este juego fue una continuación de la Oahu College, ya que su último juego se realizó en el 2000. Su primer juego se disputó en el 2001 en el Safeco Field y el último se jugó en el 2002 en el Seahawks Stadium. En el 2003 se interrumpieron los juegos ya que no se pudo recaudar el dinero suficiente para realizarlos.

## Historia
Oahu College es una escuela que también realizaba juegos de fútbol universitario en Hawái. Los dirigentes del Oahu College trataron de trasladar el juego a la parte continental de la costa oeste después de la temporada 2000, en el estado de Seattle, Washington. Tanto los organizadores del evento y la ciudad de Seattle tenían la esperanza de que el juego podría recaudar el dinero suficiente para poder realizarlo. El juego se correspondería con los equipos de la quinta posición de la ACC y el PAC-10 en el Safeco Field.

## 2001
En 2001, el juego fue capaz de asegurar el patrocinio de Jeep y se enfrentaron Georgia Tech Yellow Jackets de la ACC contra la Universidad de Stanford. Los Yellow Jackets ganaron por un marcador de 24-14 frente a 30,144 aficionados.

## 2002
Debido a que los juegos del 2001 provocaron una gran demanda de más de 1 millón de dólares, el evento del 2002 por un momento no se realizaba, pero los organizadores del Seattle Bowl vencieron la demanda de $1,5 millones y así aseguraron un segundo juego en el 2002. El juego se trasladó al otro estadio Seahawks Stadium y el partido se disputó entre la Universidad de Oregón contra la Universidad de Wake Forest. Forest logró ganar el partido por un marcador de 38-17. La asistencia del juego mejoró a 38,241, gracias a los aficionados de Oregon Ducks al traer una gran cantidad de aficionados. Sin embargo, el juego aumentó su pago de $1.000.000 por equipo y no fue capaz de atraer a un patrocinador que reaccionara en grandes pérdidas.

## 2003 y clausuración
Después de las pérdidas económicas del juego del 2002 estaba claro que un juego en 2003 sería un hecho altamente improbable. El presidente del Seattle Bowl Terry Dawson renunció a los juegos y se perderían dos fechas límite impuestas por la NCAA para presentar una carta de $1,5 millones de crédito. Además, en abril de 2003 se informó que el tazón estaba siendo demandado por la Mountain West Conference y la empresa que compró el juego, conocido como Pro Sports y Entertainment Inc., se descubrió que no han tenido un negocio válido desde el año 2001.

## Resultados
| Fecha                   | Equipo ganador | Equipo ganador | Equipo perdedor   | Equipo perdedor | Localización        | Estadio          |
| ----------------------- | -------------- | -------------- | ----------------- | --------------- | ------------------- | ---------------- |
| 27 de diciembre de 2001 | Georgia Tech   | 24             | Stanford Cardinal | 14              | Seattle, Washington | Safeco Field     |
| 30 de diciembre de 2002 | Wake Forest    | 38             | Oregon Ducks      | 17              | Seattle, Washington | Seahawks Stadium |